# Роналд Грејам
Роналд Луис Грејам (енгл. Ronald Graham; Тафт, 31. октобaр 1935 — Сан Дијего, 6. јул 2020) био је математичар признат од стране Друштва математичара Америке (енгл. American Mathematical Society) као један од најважнијих математичара заслужних за убрзани развој дискретне математике у последњих неколико година. Он је урадио значајан посао на рачунарској геометрији, Ремзијевој теореми и квази-случајности.
Тренутно је главни научник на Калифорнијском институту за телекомуникације и информационе технологије, и професор информатике и инжењерства на Универзитету Калифорније у Сан Дијегу.

## Биографија
Роналд Грејам је рођен у Тафту (Калифорнија). 1962. године докторирао у области математике на Универзитету Калифорније у Берклију. 
Његов рад из 1977. одређује проблем у Ремзијевој теореми, и даје "велики број" као горњу границу за то решење. Овај број је убрзо постао познат као највећи број икада коришћен у математичким доказивањима (и као такав је наведен у Гинисовој књизи рекорда), познат као Грејамов број.
Грејам је популаризовао концепт Ердешев број, назван по изузетно продуктивном математичару по имену Пал Ердеш (1913–1996). Ердешев број, настао је као шаљива почаст Ердешу; сам Ердеш има број 0, док његови непосредни сарадници (они са којима је Ердеш објавио бар један рад) имају број 1. Сарадници носилаца броја 1 имају Ердешев број 2, и тако даље. Грејам има Ердешев број 1. Сарађивао је са Ердешом на скоро 30 радова, и били су веома добри пријатељи. Ердеш је често боравио код Грејама, и дозволио му да се стара о његовим математичким радовима, па чак и о његовом приходу. Грејам и Ердеш заједно су посетили младог математичара Јона Фоклмана за време његовог бораква у болници због рака мозга.
Између 1993. и 1994. Грејам био је председник Друштва математичара Америке (енгл. American Mathematical Society). Такође био је и председник Светске жонглерске асоцијације (енгл. International Jugglers' Association)
Објавио је око 320 радова и пет књига, укључујући и једну књигу са Доналдом Кнутом.
Његова супруга, Фан Чунг Грејам, професорка је на Универзитету Калифорнија у Сан Дијегу. Имају четворо деце - три ћерке, и једног сина из ранијег брака.

## Награде и признања
2003. године Грејаму је додељена награда за животно дело у области математике коју годишње додељује Друштво математичара Америке (енгл. American Mathematical Society). Награду је примио те године на математичкој конференцији у Балтимору. 1999. године примљен је као сарадник Асоцијације за рачунарство (енгл. Association for Computing Machinery). Грејам, као веома продуктиван математичар и марљив човек, освојио је много других награда током година рада; био је један од добитника престижне награде Ђерђ Поја прве године додељивања те награде, и међу првима који су освојили Ојлерову медаљу. Добитник је награде "Лестер Форд" коју додељује математичка асоцијација Америке. 2012. године постао је члан Друштва математичара Америке.